# Frederico Fernando, Duque de Eslésvico-Holsácia
Frederico Fernando, Duque de Eslésvico-Holsácia-Sonderburgo-Glucksburgo (12 de outubro de 1855 - 21 de janeiro de 1934) foi o quarto Duque de Eslésvico-Holsácia-Sonderburgo-Glucksburgo.

## Família
Frederico Fernando era o filho mais velho de Frederico, Duque de Eslésvico-Holsácia-Sonderburgo-Glucksburgo e da princesa Adelaide de Eschaumburgo-Lipa e sobrinho do rei Cristiano IX da Dinamarca. Os seus avós paternos eram  Frederico Guilherme, Duque de Eslésvico-Holsácia-Sonderburgo-Glucksburgo e a princesa Luísa Carolina de Hesse-Cassel. Os seus avós maternos eram Jorge Guilherme, Príncipe de Eschaumburgo-Lipa e a princesa Ida de Waldeck e Pyrmont.

## Sucessão
Frederico Fernando sucedeu como chefe da Casa de Eslésvico-Holsácia-Sonderburgo-Glucksburgo e recebeu o título de duque após a morte do pai no dia 27 de novembro de 1885. Quando o chefe da Casa de Eslésvico-Holsácia-Sonderburgo-Augustemburgo, o duque Alberto de Eslésvico-Holsácia, morreu no dia 27 de abril de 1931, Frederico tornou-se chefe da Casa de Oldemburgo e herdou os títulos de duque de Augustemburgo e duque de Eslésvico-Holsácia.

## Casamento e descendência
Frederico Fernando casou-se com a princesa Carolina Matilde de Eslésvico-Holsácia-Sonderburgo-Augustemburgo, filha de Frederico VIII, Duque de Eslésvico-Holsácia e de sua esposa, a princesa Adelaide de Hohenlohe-Langemburgo, no dia 19 de março de 1885 em Primkenau. Juntos tiveram cinco filhos:
1. Vitória Adelaide de Eslésvico-Holsácia-Sonderburgo-Glucksburgo (31 de dezembro de 1885 – 3 de outubro de 1970); casada com o duque Carlos Eduardo de Saxe-Coburgo-Gota; com descendência.
2. Alexandra Vitória de Eslésvico-Holsácia-Sonderburgo-Glucksburgo (21 de abril de 1887 – 15 de abril de 1957); casada primeiro com o príncipe Augusto Guilherme da Prússia de quem se divorciou em 1920; com descendência. Casou-se depois com Arnold Rümann em 1922; sem descendência.
3. Helena Adelaide de Eslésvico-Holsácia-Sonderburgo-Glucksburgo (1 de junho de 1888 – 30 de junho de 1962); casada com o príncipe Haroldo da Dinamarca; com descendência.
4. Adelaide Luísa de Eslésvico-Holsácia-Sonderburgo-Glucksburgo (19 de outubro de 1889 – 11 de junho de 1964); casada com Frederico, 3.º príncipe de Solms-Baruth; com descendência.
5. Guilherme Frederico, Duque de Eslésvico-Holsácia (23 de agosto de 1891 – 10 de fevereiro de 1965); casado com a princesa Maria Melita de Hohenlohe-Langenburg; com descendência.
6. Carolina Matilde de Eslésvico-Holsácia-Sonderburgo-Glucksburgo (11 de maio de 1894 - 28 de janeiro de 1972); casada com o conde Hans de Solms-Baruth; com descendência.

## Genealogia
| Frederico Fernando, Duque de Eslésvico-Holsácia | Pai: Frederico, Duque de Eslésvico-Holsácia-Sonderburgo-Glucksburgo | Avô paterno: Frederico Guilherme, Duque de Eslésvico-Holsácia-Sonderburgo-Glucksburgo | Bisavô paterno: Frederico Carlos Luís, Duque de Eslésvico-Holsácia-Sonderburgo-Beck |
| Frederico Fernando, Duque de Eslésvico-Holsácia | Pai: Frederico, Duque de Eslésvico-Holsácia-Sonderburgo-Glucksburgo | Avô paterno: Frederico Guilherme, Duque de Eslésvico-Holsácia-Sonderburgo-Glucksburgo | Bisavó paterna: Frederica de Schlieben                                              |
| Frederico Fernando, Duque de Eslésvico-Holsácia | Pai: Frederico, Duque de Eslésvico-Holsácia-Sonderburgo-Glucksburgo | Avó paterna: Luísa Carolina de Hesse-Cassel                                           | Bisavô paterno: Carlos de Hesse-Cassel                                              |
| Frederico Fernando, Duque de Eslésvico-Holsácia | Pai: Frederico, Duque de Eslésvico-Holsácia-Sonderburgo-Glucksburgo | Avó paterna: Luísa Carolina de Hesse-Cassel                                           | Bisavó paterna: Luísa da Dinamarca                                                  |
| Frederico Fernando, Duque de Eslésvico-Holsácia | Mãe: Adelaide de Eschaumburgo-Lipa                                  | Avô materno: Jorge Guilherme, Príncipe de Eschaumburgo-Lipa                           | Bisavô materno: Filipe II, Conde de Eschaumburgo-Lipa                               |
| Frederico Fernando, Duque de Eslésvico-Holsácia | Mãe: Adelaide de Eschaumburgo-Lipa                                  | Avô materno: Jorge Guilherme, Príncipe de Eschaumburgo-Lipa                           | Bisavó materna: Juliana de Hesse-Philippsthal                                       |
| Frederico Fernando, Duque de Eslésvico-Holsácia | Mãe: Adelaide de Eschaumburgo-Lipa                                  | Avó materna: Ida de Waldeck e Pyrmont                                                 | Bisavô materno: Jorge I, Príncipe de Waldeck e Pyrmont                              |
| Frederico Fernando, Duque de Eslésvico-Holsácia | Mãe: Adelaide de Eschaumburgo-Lipa                                  | Avó materna: Ida de Waldeck e Pyrmont                                                 | Bisavó materna: Augusta de Schwarzburg-Sondershausen                                |